# 贡纳尔·贝克
贡纳尔·贝克（德語：Gunnar Beck，1966年—），德国德國另類選擇籍政治人物、学者和律师。 他也是歐洲議會議員，目前是欧洲议会德國另類選擇黨團的副主席。他曾在牛津大学和倫敦政治經濟學院教授欧盟法律、政治哲学和国际关系。 